# Natalia Verbeke

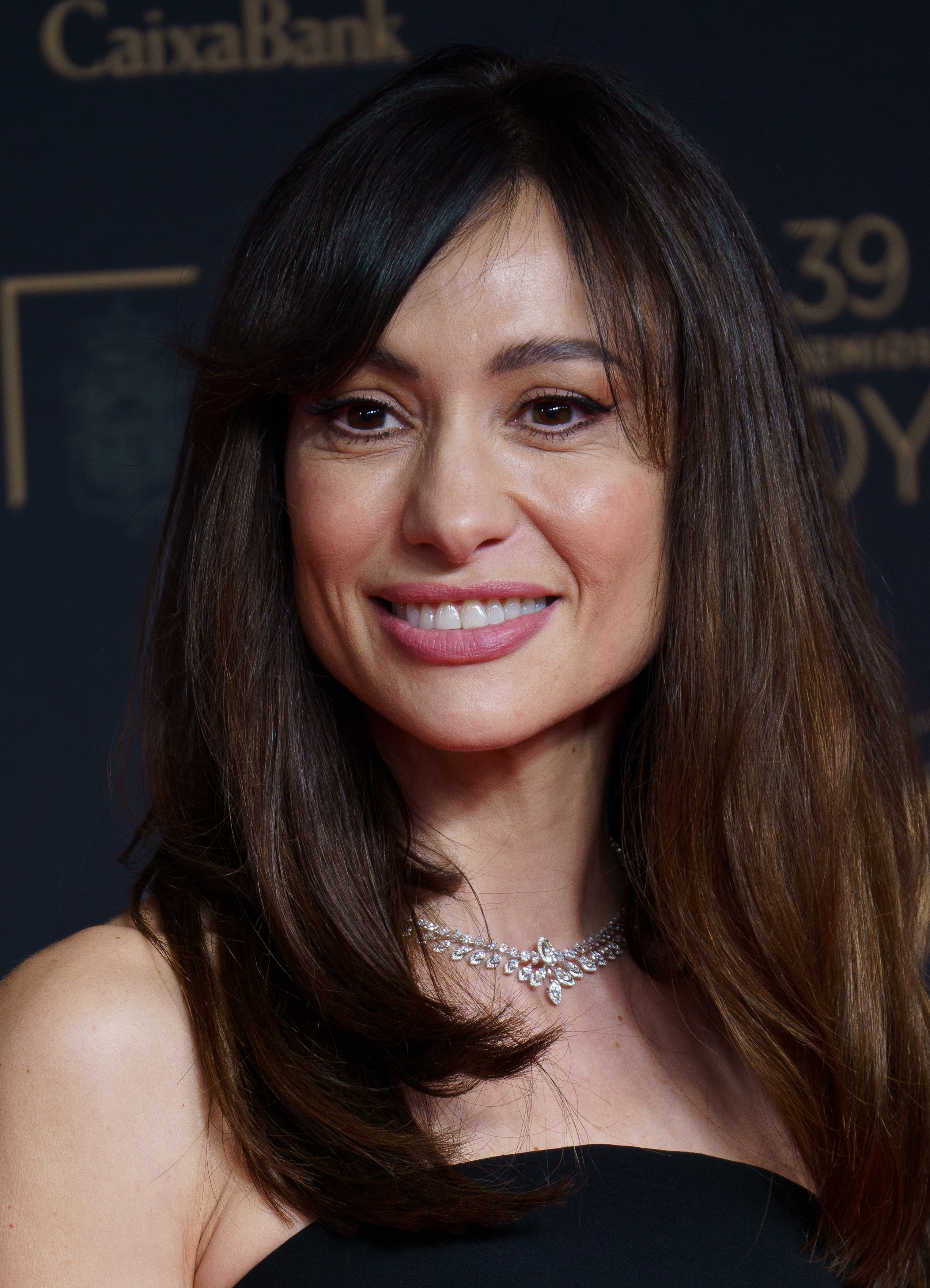
Natalia Verbeke (2025)

Natalia Verbeke (* 23. Februar 1975 in Buenos Aires) ist eine argentinische, in Spanien lebende Schauspielerin.

## Leben
Mitte der 1980er-Jahre zog Verbekes Familie nach Spanien.
Als Schauspielerin debütierte sie in der spanischen Krimikomödie Un buen novio aus dem Jahr 1998. In den Thrillern Bruderschaft des Todes (1999) und Kasbah (2000) sowie in der Komödie To the End of the Road (2000) spielte sie jeweils eine der größeren Rollen.
Für ihre beiden Rollen in den Komödien Jump Tomorrow (2001) und The Wrong Side of the Bed (2002) wurde Verbeke im Jahr 2002 mit dem katalanischen Ondas Award ausgezeichnet. Die Rolle in Jump Tomorrow brachte ihr außerdem 2001 eine Nominierung für den British Independent Film Award. Für ihre Rolle in The Wrong Side of the Bed wurde sie 2003 für den Edición Premios Unión de Actores und für den Premios del Círculo de Escritores Cinematográficos nominiert. Im Thriller Der Venedig Code (2004) übernahm sie erneut eine der Hauptrollen; Nebenrollen spielten in diesem Film u. a. Rutger Hauer und Malcolm McDowell.

## Filmografie (Auswahl)
- 1998: Un buen novio
- 1999: Bruderschaft des Todes (Nadie conoce a nadie)
- 2000: Kasbah
- 2000: To the End of the Road (Carretera y manta)
- 2001: Jump Tomorrow
- 2001: Der Sohn der Braut (El hijo de la novia)
- 2002: The Wrong Side of the Bed (El otro lado de la cama)
- 2003: Ein gefährlicher Kuss (Dot the I)
- 2003: Soccer Days (Días de fútbol)
- 2004: Der Venedig Code (Tempesta)
- 2005: At the Edge of the Law (Al filo de la ley, Fernsehserie)
- 2005: Bedside Stories (El otro lado de la cama)
- 2006: GAL
- seit 2007: Los Serrano (Fernsehserie)
- 2010: Nur für Personal! (Les femmes du 6ème étage), Regie: Philippe Le Guay
- 2016: Der Meisterdieb und seine Schätze (Mes trésors)
- 2017: Das letzte Geschenk (El último traje)